# Canal de Saipã

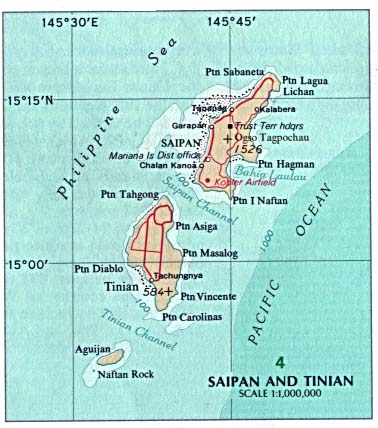
Mapa das ilhas Saipã, Tinian e Aguijan, com a localização do canal de Saipan entre Tinian e Saipã

O canal de Saipã é um estreito com cerca de 14 km de largura que separa as ilhas Tinian e Saipã, nas Ilhas Marianas do Norte